# فراموشش کن

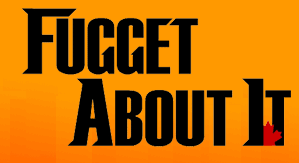
سریال انیمیشنی کانادایی محصول شبکه تله‌تون

فراموشش کن (انگلیسی: Fugget About It) سریال انیمیشنی کانادایی محصول شبکه تله‌تون است که از سال ۲۰۱۲ تا ۲۰۱۶ منتشر شد.

## داستان
این سریال داستان جیمی فالکونه، یکی از سرکردگان مافیا در نیویورک را روایت می‌کند که پس از کشتن رئیس مافیا، دان گامبینى، به برنامه حفاظت از شاهدان می‌پیوندد و به شهر رجاینا در استان ساسکاچوان کانادا نقل مکان می‌کند.
در جریان التماس‌های جیمی برای نجات جان عمویش فرانچسکو "چیچ" فالکونه، دان گامبینى به جیمی می‌گوید که مجبور است عمویش را به قتل برساند. سپس با اشاره‌ای جنسی به دختر بزرگ جیمی، ترزا، او را عصبانی می‌کند و جیمی در لحظه‌ای خشمگینانه، دان گامبینى را از پنجره طبقه نوزدهم به پایین پرتاب می‌کند که منجر به مرگ او می‌شود.
در پی این اتفاق، سایر اعضای مافیا گامبینى برای انتقام به دنبال کشتن جیمی می‌افتند و اهمیتی نمی‌دهند که اعضای خانواده او نیز ممکن است کشته شوند. جیمی که راهی جز همکاری با اف‌بی‌آی ندارد، با آنها به توافق می‌رسد تا در ازای شهادت علیه همکاران مافیایی خود، خانواده‌اش تحت حفاظت برنامه شاهدان قرار گیرند.
نتیجه این توافق، نقل مکان جیمی و خانواده‌اش به رجاینا و شروع زندگی جدیدی با نام مستعار مک‌داگال است. در این شهر جدید، آنها باید با چالش‌های زندگی عادی و پنهان کردن هویت واقعی خود روبرو شوند، در حالی که خطرات ناشی از گذشته مافیایی جیمی همچنان آنها را تهدید می‌کند.